# Physalaemus caete
Espèce
Statut de conservation UICN

 DD  : Données insuffisantes
Physalaemus caete est une espèce d'amphibiens de la famille des Leptodactylidae.

## Répartition
Cette espèce est endémique du Brésil. Elle se rencontre jusqu'à 750 m d'altitude :
- dans les municipalités de Passo de Camaragibe et de Murici dans l'État d'Alagoas[2] ;
- dans les municipalités de Cubatão et de São Sebastião dans l'État de São Paulo[3].

## Publication originale
- Pombal & Madureira, 1997 : A new species of Physalaemus (Anura, Leptodactylidae) from the Atlantic rain forest of northeastern Brazil. Alytes, vol. 15, no 3, p. 105-112 (texte intégral).